# Saint-Sauveur-d'Émalleville
Pour les articles homonymes, voir Saint-Sauveur.
Saint-Sauveur-d'Émalleville est une commune française située dans le département de la Seine-Maritime en région Normandie.

## Géographie

### Localisation
|          | Écrainville                 |                      |
| Vergetot | Saint-Sauveur-d'Émalleville | Manneville-la-Goupil |
|          | Angerville-l'Orcher         |                      |

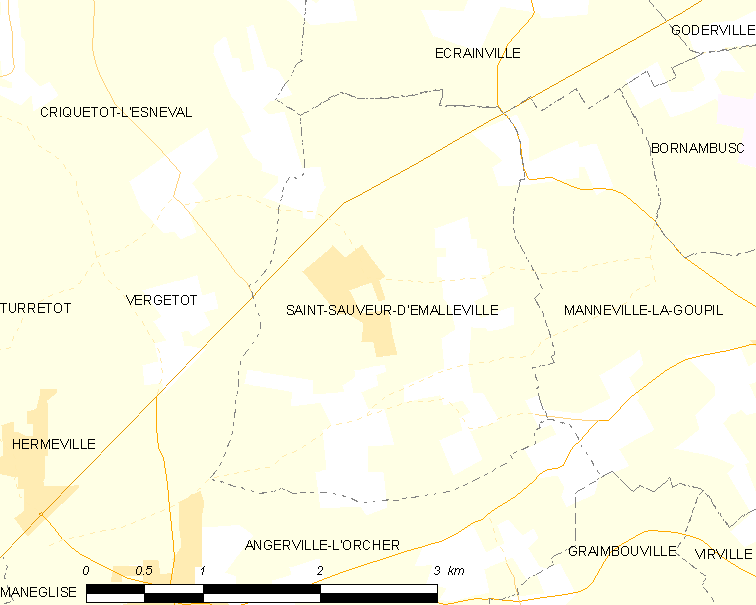
Carte de la commune.
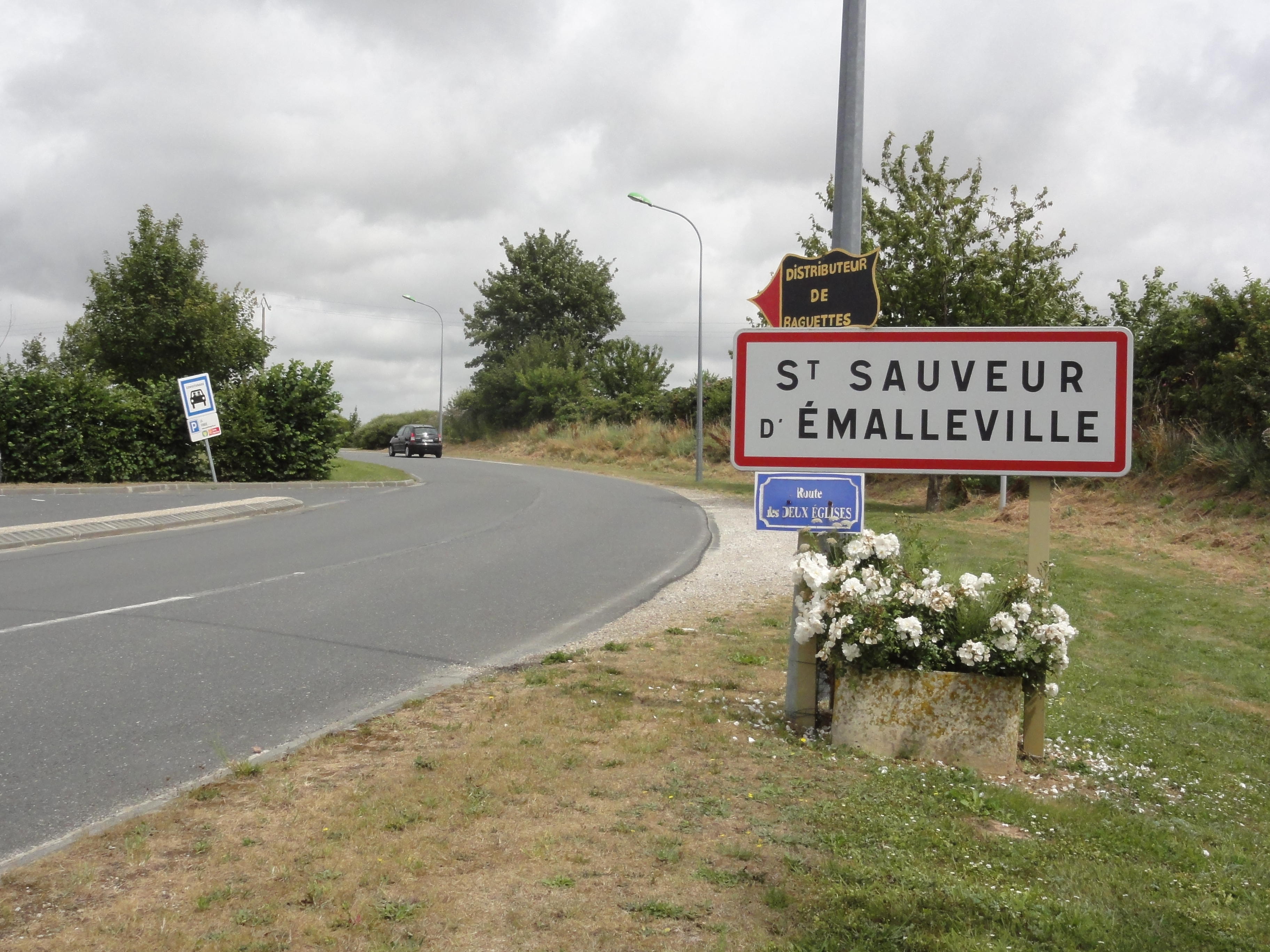
Entrée de l'agglomération.

### Hydrographie
La commune est située dans le bassin Seine-Normandie. Elle n'est drainée par aucun cours d'eau,.

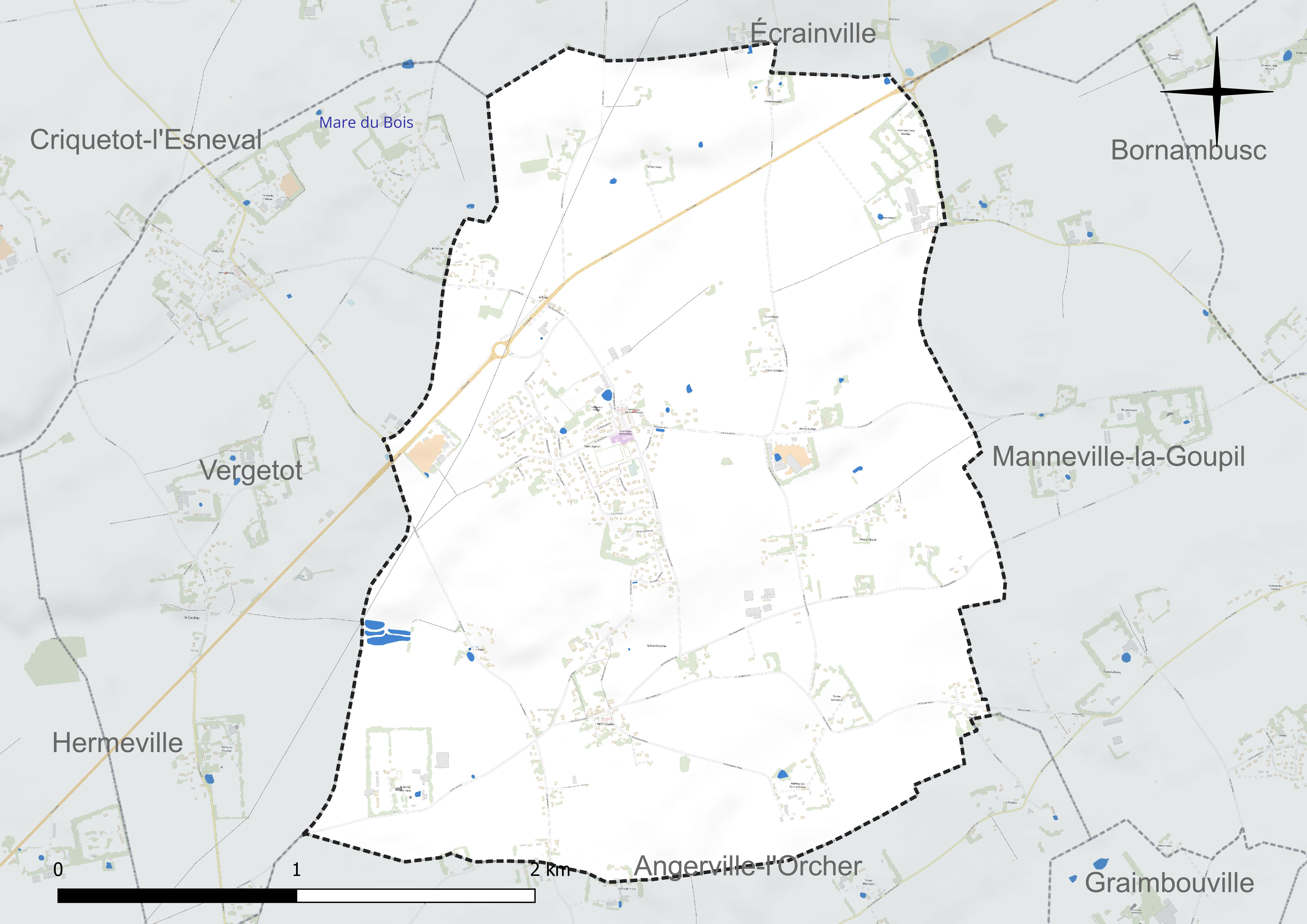
Réseau hydrographique de Saint-Sauveur-d'Émalleville.

### Climat
Pour des articles plus généraux, voir Climat de la Normandie et Climat de la Seine-Maritime.
En 2010, le climat de la commune est de type climat océanique franc, selon une étude du CNRS s'appuyant sur une série de données couvrant la période 1971-2000. En 2020, Météo-France publie une typologie des climats de la France métropolitaine dans laquelle la commune est exposée à un climat océanique et est dans la région climatique Côtes de la Manche orientale, caractérisée par un faible ensoleillement (1 550 h/an) ; forte humidité de l’air (plus de 20 h/jour avec humidité relative > 80 % en hiver), vents forts fréquents. Parallèlement le GIEC normand, un groupe régional d’experts sur le climat, différencie quant à lui, dans une étude de 2020, trois grands types de climats pour la région Normandie, nuancés à une échelle plus fine par les facteurs géographiques locaux. La commune est, selon ce zonage, exposée à un « climat maritime », correspondant au Pays de Caux, frais, humide et pluvieux, légèrement plus frais que dans le Cotentin.
Pour la période 1971-2000, la température annuelle moyenne est de 10,2 °C, avec une amplitude thermique annuelle de 12,9 °C. Le cumul annuel moyen de précipitations est de 992 mm, avec 13,4 jours de précipitations en janvier et 8,8 jours en juillet. Pour la période 1991-2020, la température moyenne annuelle observée sur la station météorologique la plus proche, située sur la commune de Octeville-sur-Mer à 15 km à vol d'oiseau, est de 11,5 °C et le cumul annuel moyen de précipitations est de 790,7 mm,. Pour l'avenir, les paramètres climatiques de la commune estimés pour 2050 selon différents scénarios d’émission de gaz à effet de serre sont consultables sur un site dédié publié par Météo-France en novembre 2022.

## Urbanisme

### Typologie
Au 1er janvier 2024, Saint-Sauveur-d'Émalleville est catégorisée commune rurale à habitat dispersé, selon la nouvelle grille communale de densité à sept niveaux définie par l'Insee en 2022.
Elle est située hors unité urbaine. Par ailleurs la commune fait partie de l'aire d'attraction du Havre, dont elle est une commune de la couronne,. Cette aire, qui regroupe 116 communes, est catégorisée dans les aires de 200 000 à moins de 700 000 habitants,.

### Occupation des sols
L'occupation des sols de la commune, telle qu'elle ressort de la base de données européenne d’occupation biophysique des sols Corine Land Cover (CLC), est marquée par l'importance des territoires agricoles (93,4 % en 2018), en diminution par rapport à 1990 (94,9 %). La répartition détaillée en 2018 est la suivante :
terres arables (72,6 %), prairies (13,2 %), zones agricoles hétérogènes (7,6 %), zones urbanisées (6,6 %). L'évolution de l’occupation des sols de la commune et de ses infrastructures peut être observée sur les différentes représentations cartographiques du territoire : la carte de Cassini (XVIIIe siècle), la carte d'état-major (1820-1866) et les cartes ou photos aériennes de l'IGN pour la période actuelle (1950 à aujourd'hui).

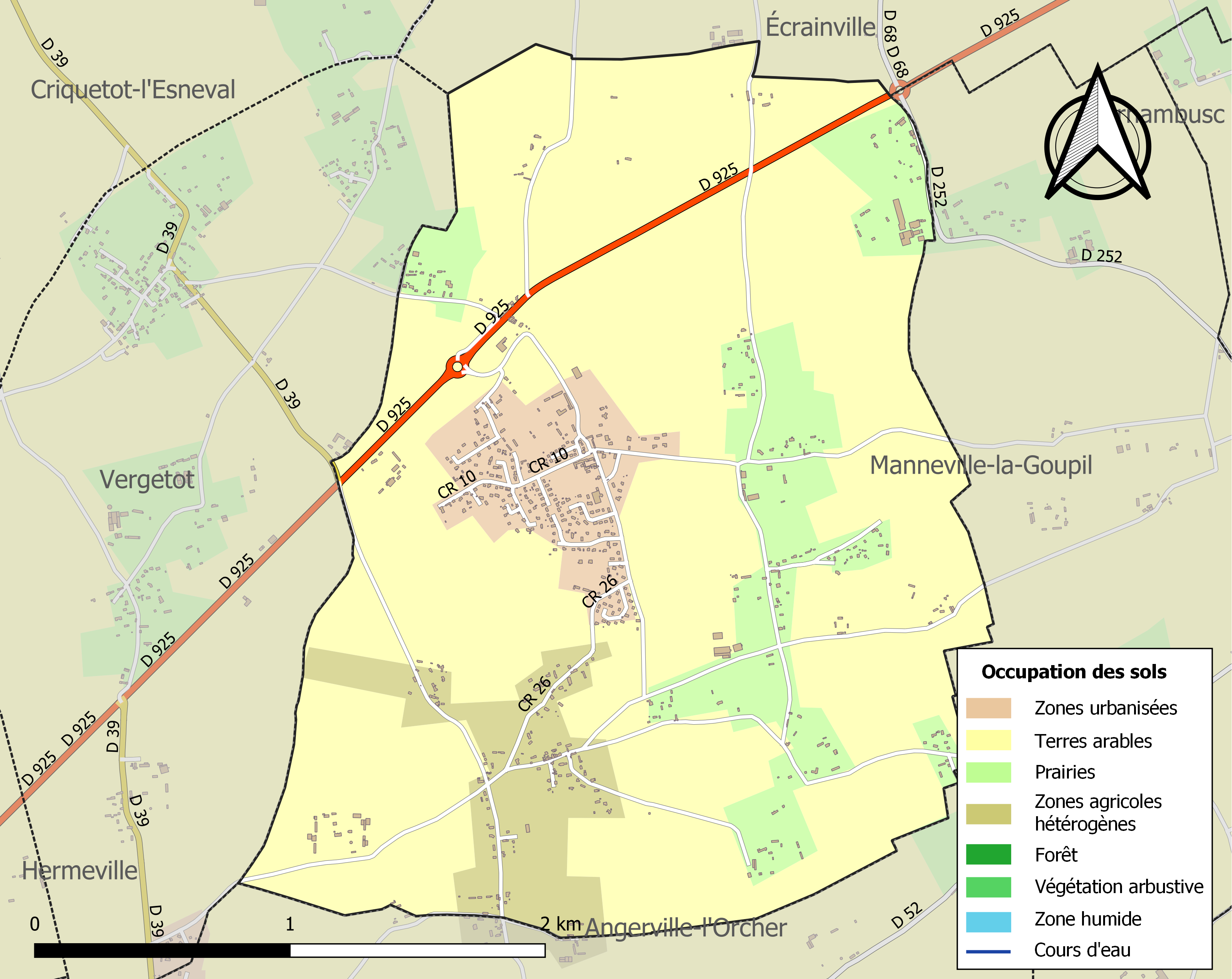
Carte des infrastructures et de l'occupation des sols de la commune en 2018 (CLC).

## Toponymie
La commune actuelle de Saint-Sauveur d'Émalleville a été formée à partir des deux anciennes paroisses de Saint-Sauveur et d'Émalleville.
Saint-Sauveur : ancienne paroisse et commune connue sous le nom de Saint-Sauveur-la-Campagne :  au XIIe siècle, elle est dénommée : « Ecclesia Sancti Salvatoris de la Campaigne ».

Saint-Sauveur est un nom de lieu qui tire son origine de l'attribut de sauveur du monde attaché à Jésus-Christ par les églises chrétiennes.
Émalleville : de Esmallevilla entre 1177 et 1189, ancienne paroisse et commune réunie à Saint-Sauveur-la-Campagne sous le nom de Saint-Sauveur-d'Émalleville.

## Histoire

### Moyen Âge et Renaissance
Au IXe siècle des auteurs supposent que le village de Saint Sauveur la Campagne n’est autre que celui de « Villa Campagnia in pago Caletensi » nommé dans le récit des miracles de Saint Wandrille. On raconte qu’une tisserande de ce pays, ayant travaillé le jour de la fête Saint-Wandrille qui était alors chômée, se blessa à la main, mais fut guérie miraculeusement après un pèlerinage fait en l’honneur du saint personnage.
Vers l’an 1200, le chapitre de la cathédrale donne l’église de Saint-Sauveur au prieuré de Graville moyennant une rente annuelle de 10 livres. Cette rente fut payée au chapitre jusqu’à la fin de l’ancien régime, et maintenue au même chiffre malgré la réduction de la valeur des monnaies durant cet espace de six siècles. Dans le pouillé d’Eude Rigaud, Sanctus Salvador de Campagnia figure comme prieuré dépendant de Graville et non comme paroisse.
En 1305, des assises sont tenues à Caniel pour le patronage de Saint Sauveur la Campaigne, contre Thomas Hay, écuyer, le samedi après la Saint-André.
Le 8 mars 1371 par contrat passé devant les tabellions de Rouen, Guillaume Hay, chevalier, sieur de Saint-Sauveur, donne pour Dieu et en aumône à Jean Yon 20 livres de rente pour avoir les saints ordres.
En 1391, est cité à l’Echiquier Guillaume Hay, chevalier seigneur de Saint-Sauveur-la-Campagne, en 1392 Jean Hay de Montivilliers et, en 1397, Thomas Hay, écuyer fils dudit Guillaume, capital du chastel de Clères en 1418.
En 1458, Guillaume Fretel, écuyer, donne ses fiefs d’Epouville et de Blésimare à Marguerite Fretel, née de son union avec Marguerite de Villequier. Cette Marguerite Fretel épousa, avant 1474, BRACHET Mathurin chevalier seigneur de Montagu-le-Blanc.
Deux actes de 1476 à 1484 mentionnent dans les limites d'Émalleville le « chemin qui maine du moustier de Taignemare aux Mottes d'Esmalleville ». Il s'agit là probablmeent d'une allusion à un site castral; la terre d'Émalleville était un fief de haubert. Ses seigneurs, qui figuraient parmi les principaux vassaux des Mallet de Graville, sont connus dès le règne de Guillaume le Conquérant. L'un d'eux paraît dans le Domesday Book. Robert d'Émalleville est quant à lui mentionné deux fois comme témoin au sein des donations pieuses datant du milieu du XIIe siècle, l'une émanant du comte Gautier III Giffard, dont il relève pour la terre allant de Fontaine à Bolbec. Deux autres actes du XVe siècle renseignent sur le fait que « Les Mottes » devaient être situées à l'écart du village.
Le 28 janvier 1478 fut célébré le mariage de Hector Pestel, seigneur de Saint-Sauveur-la-Campagne et de Marie Hersuinte. Ledit Pestel fut fait chevalier de l’ordre du roi en 1488. Il épousa en secondes noces Marie de Fretel dont il n’eut pas d’enfant. Pierre Pestel épousa le 2 décembre 1493 l’héritière de Blésimare.
En 1478, un sorcier de la paroisse est consulté par la femme de Jean Quesnaye, de Sorquainville, village distant de cinq lieues. Elle désirait savoir qui lui
avait volé une pièce de toile en métier. Informé du fait, l’archevêque la menaça de prison et d’excommunication en cas de récidive.
En 1470, Nicolas Piedecoq avait été taxé à 23 livres en la sergenterie de Montivilliers, et son fils Jean porté en 1490 sur les rôles des enfants d’anoblis. Houppeville relevait de la seigneurie de Mirville.
En 1503 Michel Piedecoq tient à Saint-Sauveur le huitième de fief de Houppeville.
Un armorial du XVIe siècle porte la mention suivante : « Le sire de Sainct Sauveur la Campagne, son surnom et cri : Hay, est de bon lignage et bonne ancesserie. Feust sa mère de Sainte Beufve, son ayeule de Bloseeville, sa bisayeule de Barville et sa suselle fille et héritière de Chastel sur Saille ; et sont ses armes : d’argent à trois angennes de sable ».

### Révolution
Le soir du 28 mai 1797, Jean Blondel, Jean Richer et Pierre Malétras, habitants de la commune de Saint-Sauveur, enlevèrent le bonnet révolutionnaire en haut de la flèche de l'église pour y mettre une croix chrétienne, provoquant une procédure judiciaire qui mobilisa le tribunal de justice de paix d'Angerville-l'Orcher et le bureau de police intérieure du département de Seine-Inférieure. Au village se tenait également un culte chrétien non autorisé, d'après ces documents de la justice cantonale. Ces actes de dissidence expliquent aussi vraisemblablement les nombreux graffitis représentant une croix sur une base triangulaire visibles sur les murs extérieurs de l'église Saint-Sauveur.

### XIXesiècle
La commune est formée par la fusion de Saint-Sauveur-la-Campagne et d'Émalleville, par ordonnance royale du 20 octobre 1824.

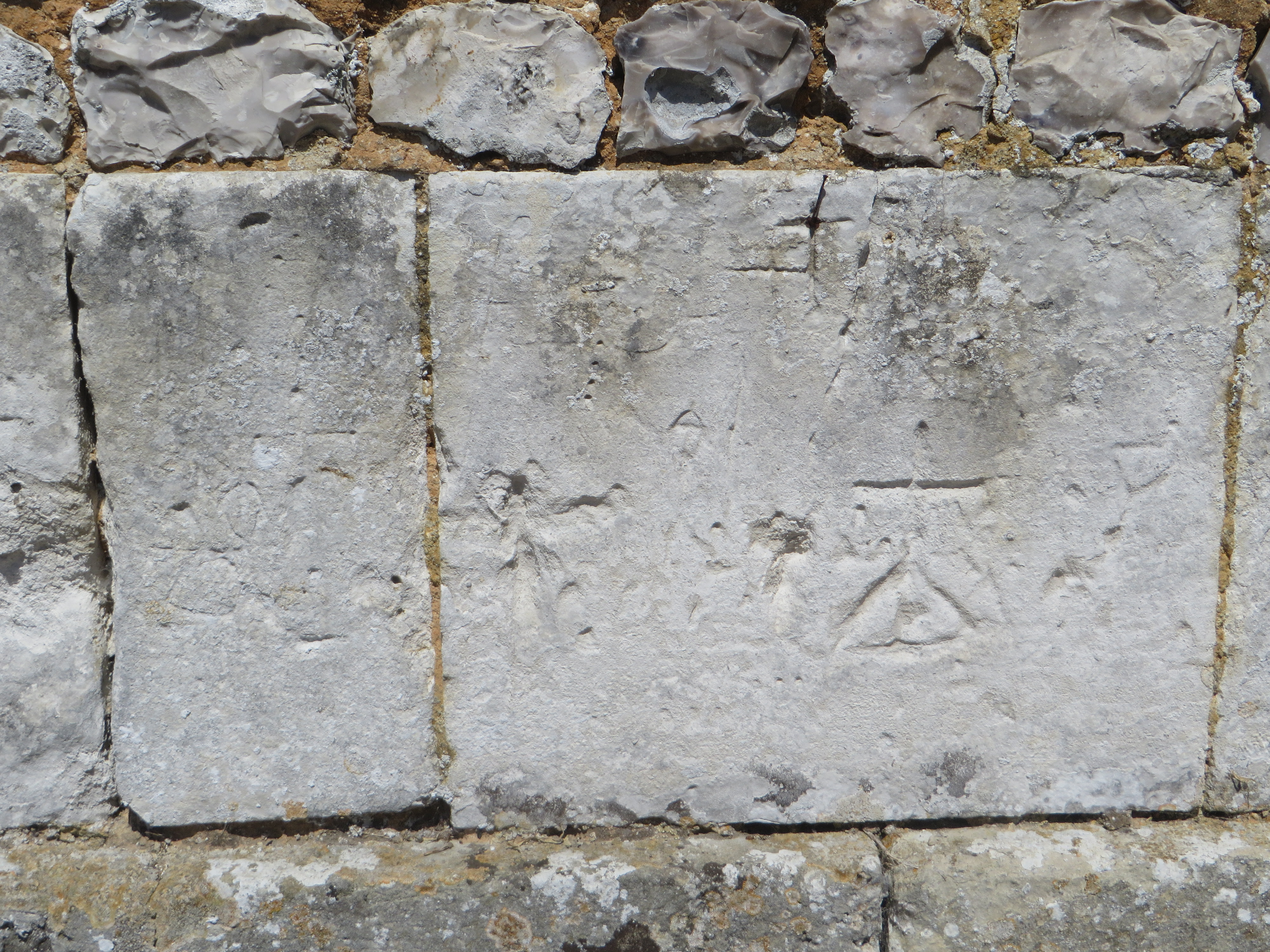
Graffiti de l'église Saint-Sauveur représentant une croix sur une base triangulaire, référence probable au retrait du bonnet révolutionnaire au profit du signe chrétien le 28 mai 1797.

## Enseignement

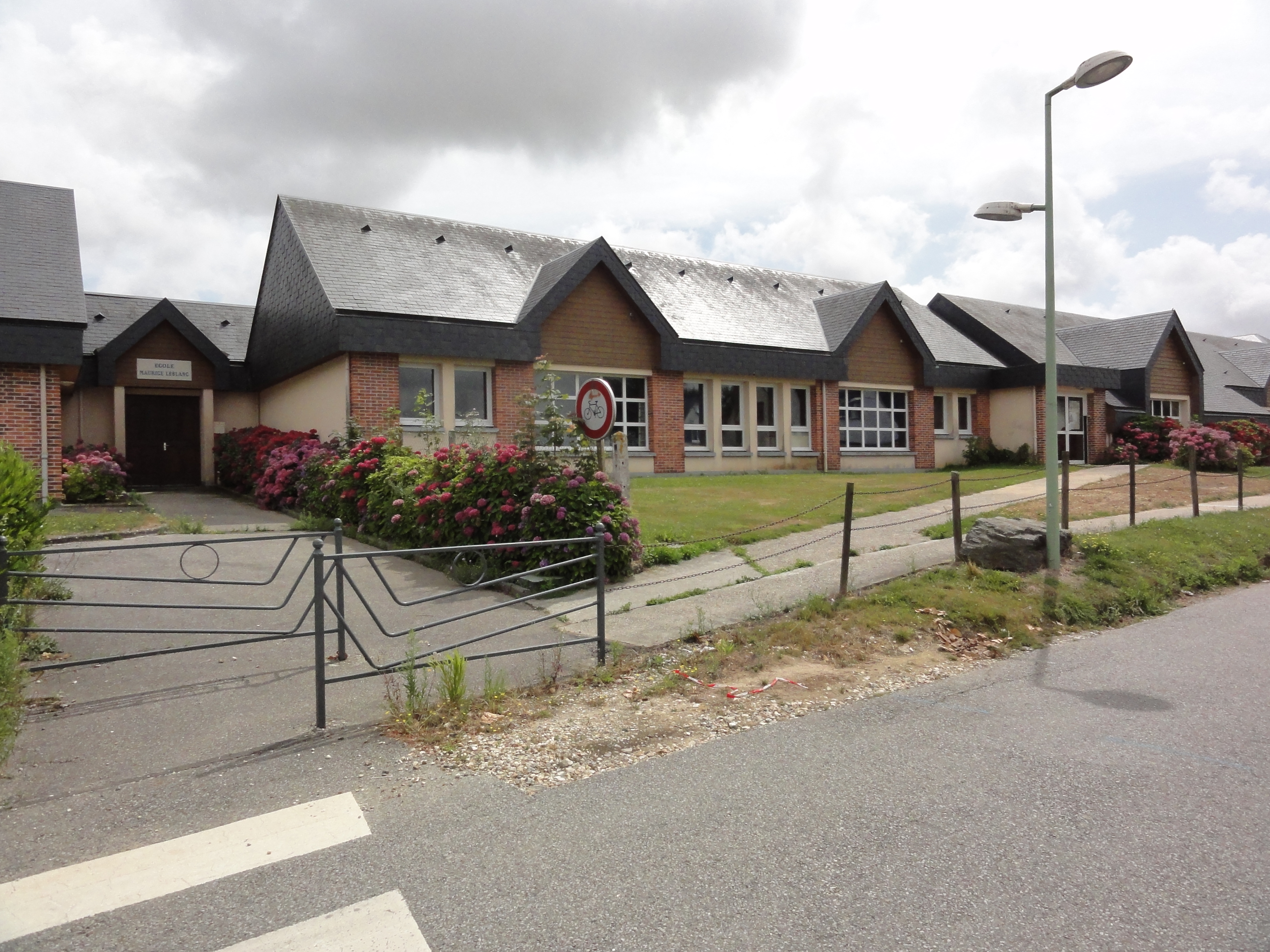
L'école Maurice Leblanc.

## Vie associative et sportive

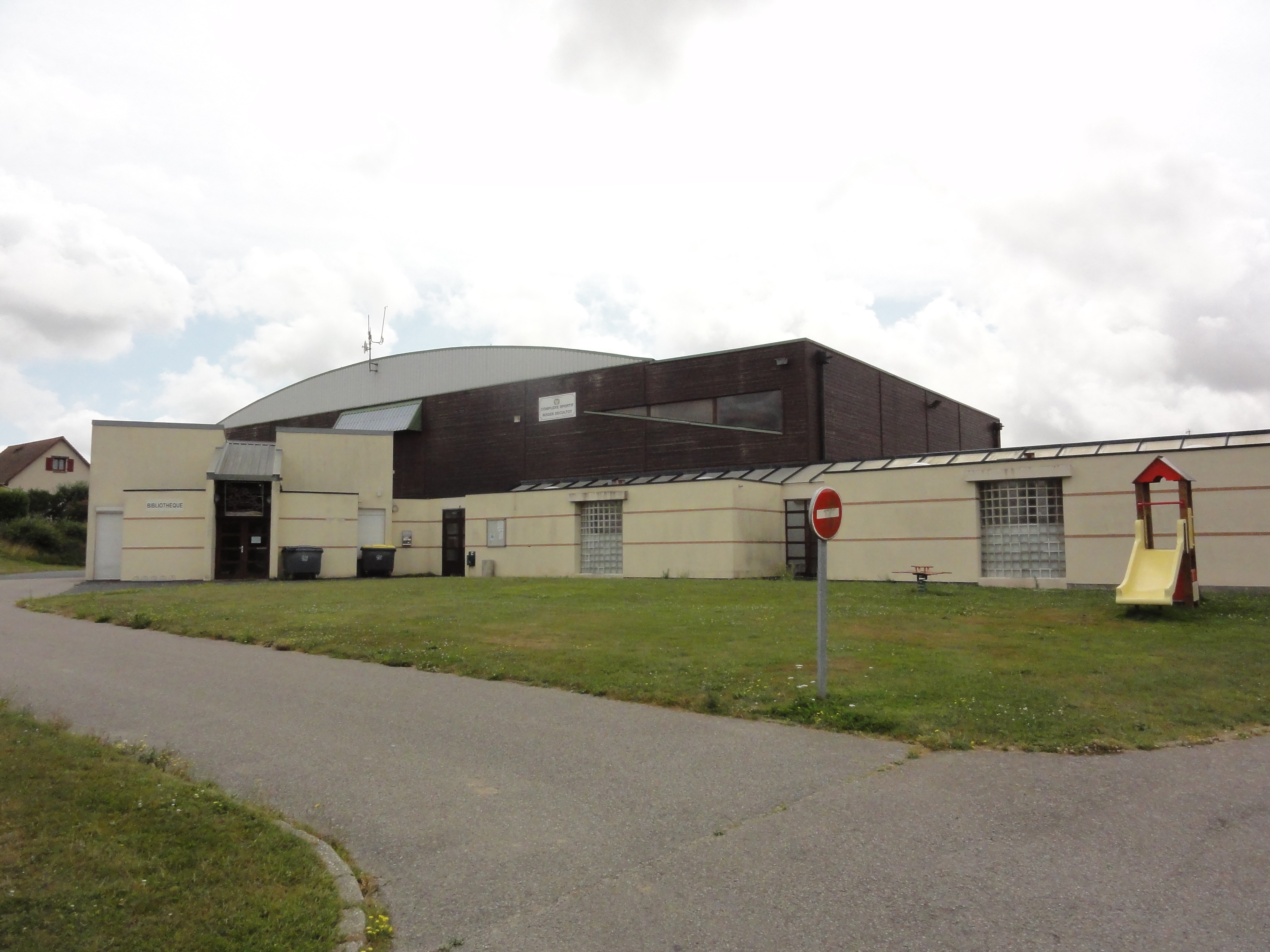
Le complexe sportif

## Politique et administration
| Période                                  | Période                    | Identité         | Étiquette | Qualité                         |
| ---------------------------------------- | -------------------------- | ---------------- | --------- | ------------------------------- |
| Les données manquantes sont à compléter. |                            |                  |           |                                 |
| 1965                                     | 2005                       | Roger Décultot   |           | Agriculteur                     |
| 2005                                     | 2008                       | Catherine Briard |           |                                 |
| mars 2008                                | juillet 2009               | Gérard Leriche   |           | Démissionnaire                  |
| juillet 2009                             | mai 2020                   | Hervé Décultot   |           | Artisan, fils de Roger Décultot |
| juillet 2020                             | En cours (au 10 août 2020) | Anthony Bayou    |           |                                 |

## Démographie
L'évolution du nombre d'habitants est connue à travers les recensements de la population effectués dans la commune depuis 1793. Pour les communes de moins de 10 000 habitants, une enquête de recensement portant sur toute la population est réalisée tous les cinq ans, les populations de référence des années intermédiaires étant quant à elles estimées par interpolation ou extrapolation. Pour la commune, le premier recensement exhaustif entrant dans le cadre du nouveau dispositif a été réalisé en 2008.

En 2022, la commune comptait 1 203 habitants, en stagnation par rapport à 2016 (Seine-Maritime : +0,35 %, France hors Mayotte : +2,11 %).
| 1793 | 1800 | 1806 | 1821 | 1831 | 1836 | 1841 | 1846 | 1851 |
| ---- | ---- | ---- | ---- | ---- | ---- | ---- | ---- | ---- |
| 304  | 300  | 298  | 353  | 531  | 583  | 572  | 543  | 564  |

| 1856 | 1861 | 1866 | 1872 | 1876 | 1881 | 1886 | 1891 | 1896 |
| ---- | ---- | ---- | ---- | ---- | ---- | ---- | ---- | ---- |
| 548  | 542  | 577  | 553  | 542  | 517  | 480  | 471  | 414  |

| 1901 | 1906 | 1911 | 1921 | 1926 | 1931 | 1936 | 1946 | 1954 |
| ---- | ---- | ---- | ---- | ---- | ---- | ---- | ---- | ---- |
| 438  | 434  | 425  | 402  | 412  | 388  | 397  | 428  | 401  |

| 1962 | 1968 | 1975 | 1982 | 1990 | 1999 | 2006  | 2008  | 2013  |
| ---- | ---- | ---- | ---- | ---- | ---- | ----- | ----- | ----- |
| 364  | 321  | 428  | 782  | 862  | 968  | 1 141 | 1 190 | 1 191 |

| 2018  | 2022  | - | - | - | - | - | - | - |
| ----- | ----- | - | - | - | - | - | - | - |
| 1 226 | 1 203 | - | - | - | - | - | - | - |

## Culture locale et patrimoine

### Lieux et monuments
- L'église Saint-Sauveur était l’ancienne chapelle d’un prieuré et fut bâtie entre le XIIIe et le XVIIIe siècle. La partie du bâtiment servant aujourd’hui de sacristie a probablement été le logement du prieur curé. Elle comporte un retable entourant un tableau représentant la Transfiguration et datant du XVIIe siècle. On peut y déceler le passage des révolutionnaires qui ont peint un angelot en bleu-blanc-rouge. Des vitraux plus récemment conçus représentent les sept péchés capitaux[25].
- Le monument aux morts.
- La croix du cimetière.
- Le carré militaire, morts pour la France pendant la guerre d'Algérie.
- L'église Sainte-Anne à Émalleville, bâtie entre le XIIe et le XVIIIe siècle - Dans l'église, on peut voir le blason des Martel qui furent seigneurs du lieu. Ce blason était constitué de trois marteaux, que l'on retrouve dans le blason de la commune.
- Le château d'Émalleville.

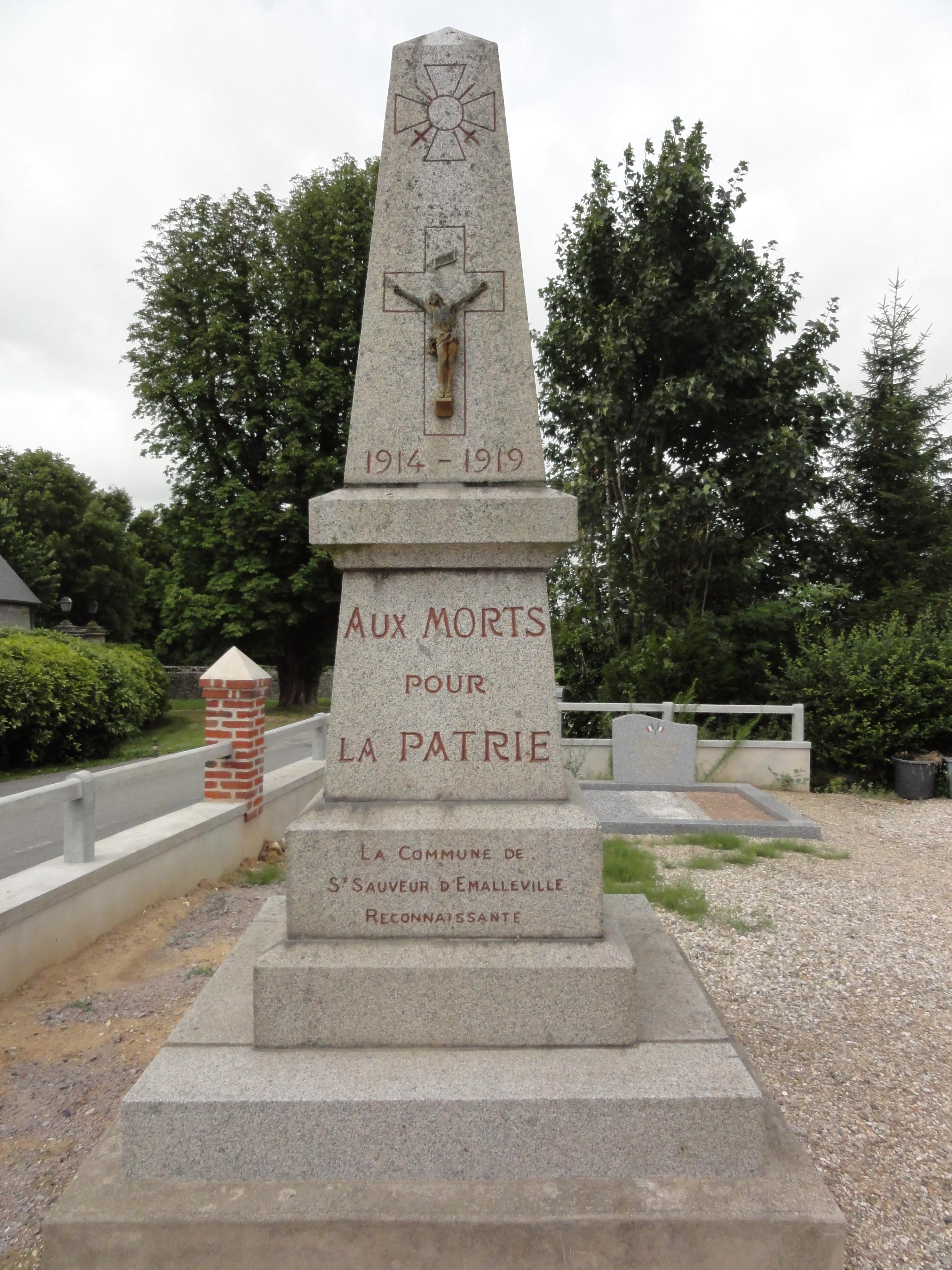
Monument aux morts.
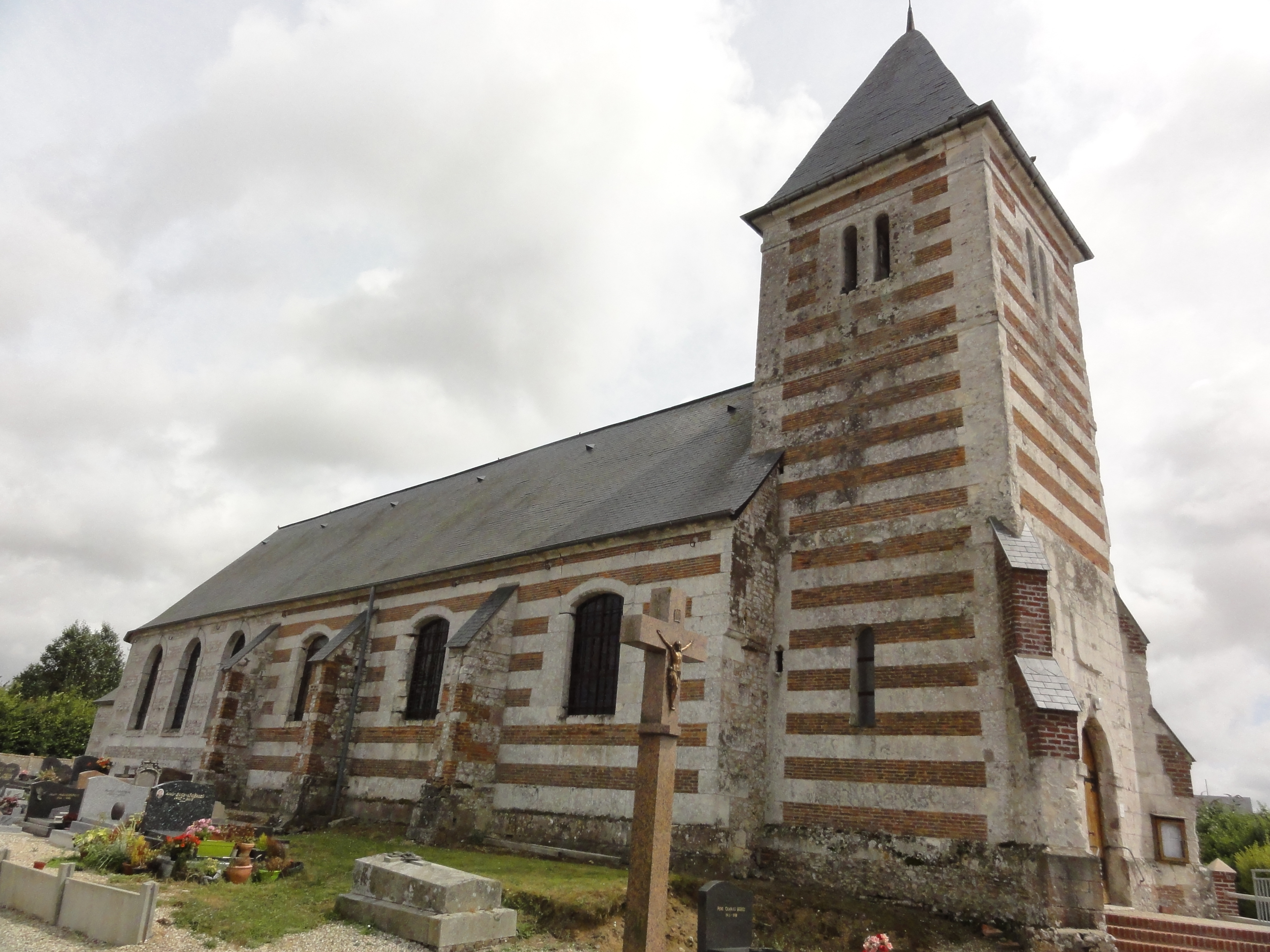
Église Sainte-Anne.
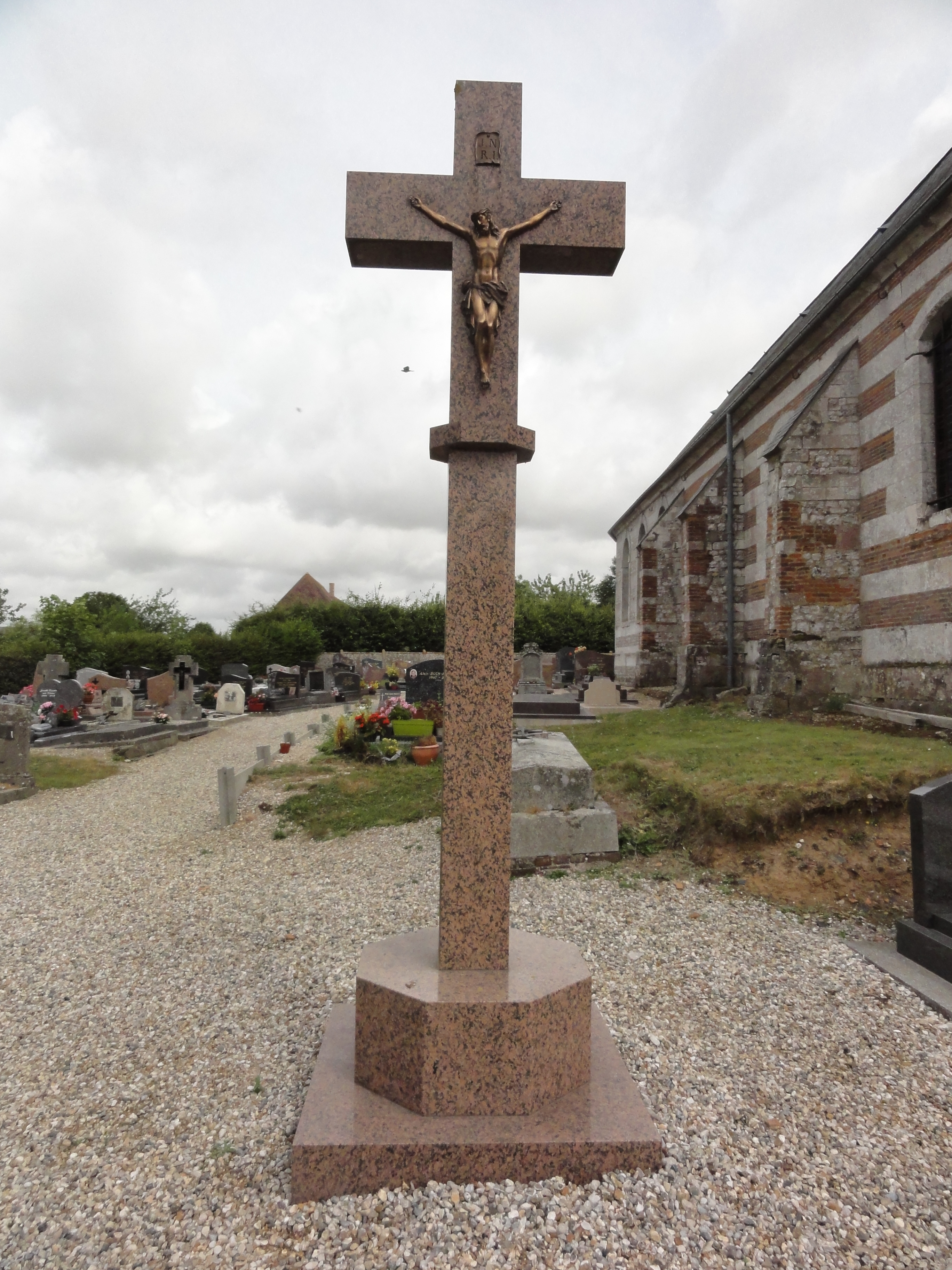
Croix de cimetière.
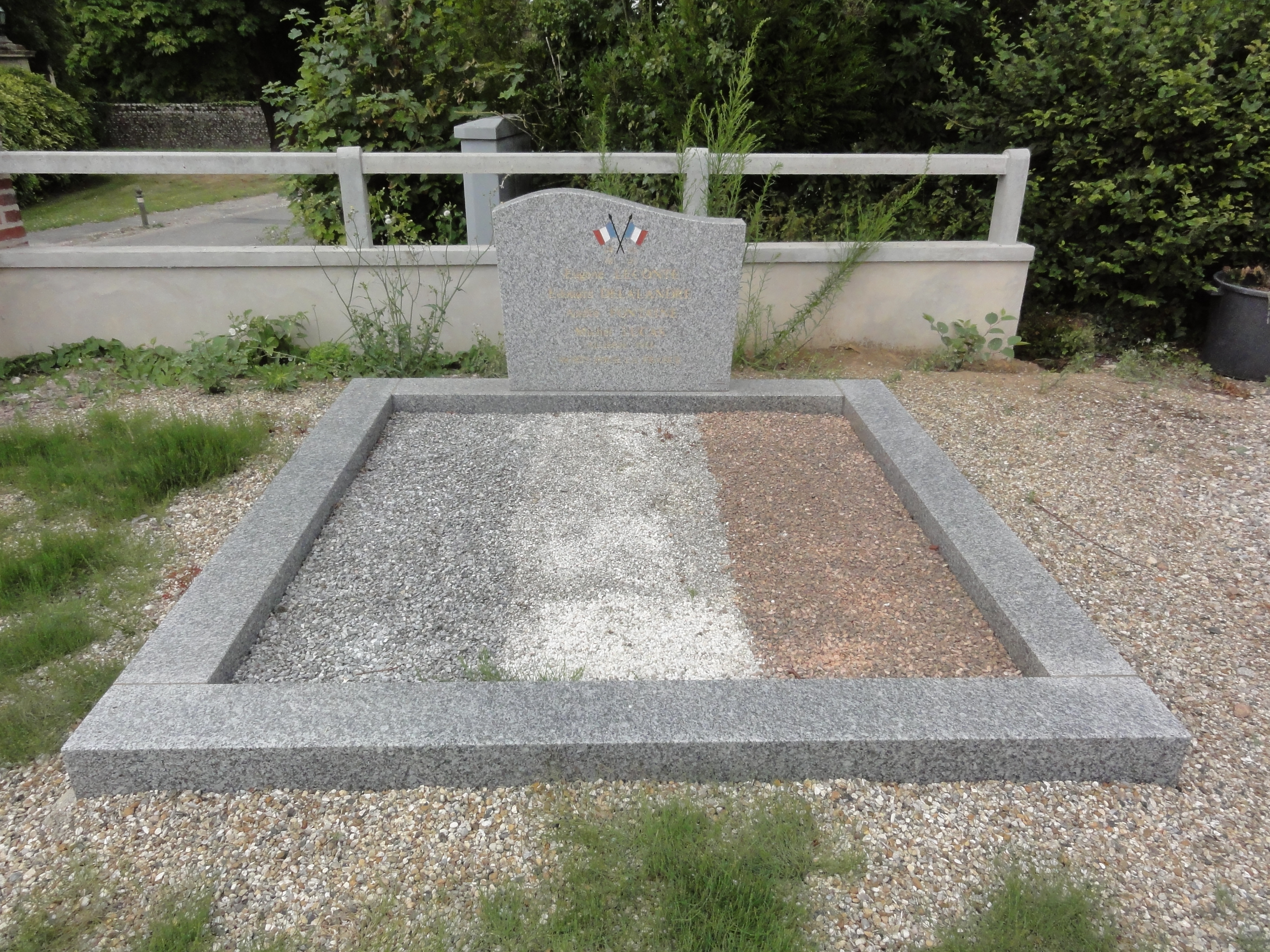
Carré militaire, guerre d'Algérie.

### Personnalités liées à la commune
Louis-François Rozé (1737-1792), curé d'Émalleville-en-Caux, député du clergé au titre du bailliage de Caux à Caudebec.

### Héraldique
| Armes de Saint-Sauveur-d'Émalleville | Les armes de la commune de Saint-Sauveur-d'Émalleville se blasonnent ainsi : D’or aux trois marteaux contournés de gueules, au chef dentelé d’azur chargé d’un lion léopardé d’argent. |